# Blomme (frugt)
 For alternative betydninger, se Blomme. (Se også artikler, som begynder med Blomme)
Blomme er en stenfrugt, der vokser på træer af slægten prunus (blommetræ). Frugten har en glat skræl og et sødt frugtkød. Blommer spises som de er eller kan syltes, koges til grød eller marmelade eller kan indgå i bagværk. Blommer kan tørres til svesker. De blommebærende træer kom fra Vestasien, men mere end 2.000 sorter dyrkes nu over hele verden.
Blommen er rund eller oval, og størrelsen kan variere efter sorten; de største er på størrelse med et æble. Frugten er omgivet af en tynd skræl, der kan spises, selv om den er en smule bitter. Farven er grøn, gul, rød, blå eller nuancer af disse. Blommer har en stor sten i midten af frugten, og hos nogle varianter hænger frugtkødet fast på stenen, mens det hos andre sorter nemt slipper den. Frugtkødet er saftigt og aromatisk.
Blommer er kaloriefattige og virker maveregulerende. Blommer indeholder en del vitamin A, calcium og jern
Svesker er blommer, der er konserveret ved sol- eller ovntørring; produceres især i Sydeuropa eller Californien.